# Неболчи
Неболчи́ — посёлок городского типа (рабочий посёлок) в составе Любытинского района Новгородской области России. Административный центр Неболчского сельского поселения.

## География
Посёлок расположен на реке Мде (приток Мсты), в 215 км к северо-востоку от областного центра города Великого Новгорода. Через восточную часть посёлка протекает река Мошенка (приток Сяси), тем самым через Неболчи проходит водораздел между речными бассейнами Волхова и Сяси. Железнодорожный узел (линии на Окуловку, Кабожу, Будогощь).
Улицы
Улицы поселка Неболчи: Космонавтов, Советская, Комсомольская, Школьная, Тихвинская, Механизаторов, Заречная, Гагарина, Октябрьская, Шоссейная, Песочная, 8 Марта, Полевая, Ленинградская, Боровая, Пушкинская, Первомайская, 50 Лет победы, Вокзальная.

## История
Впервые упоминается в Писцовых книгах Новгородской земли как погост Егорьевский в Неболчах Обонежской пятины под 1564 годом, затем в 1574 году и 1583 году.С XVIII века до двадцатых годов XX века погост относился к Тихвинскому уезду Новгородской губернии. В начале XIX века — погост Неболоцкой, а к началу XX века значится как погост Неболочи. В двадцатых годах XX века в 5 км севернее погоста была открыта железнодорожная станция.
С 1938 года Неболчи — центр Дрегельского района. Статус рабочего посёлка (посёлка городского типа) — с 1962 года.
Во времена Великой Отечественной войны в поселке размещались военные госпитали (в средней школе был расположен полевой передвижной госпиталь № 626), склады, резервные подразделения.
В 1963 году был включён в состав Хвойнинского промышленного района (туда же входили рабочие посёлки Хвойная, Пестово, Песь и Анциферово). Указом Президиума ВС РСФСР от 2 марта 1964 года включён в состав Любытинского сельского района. Указом Президиума ВС РСФСР от 12 января 1965 года были упразднены промышленные районы, а сельские преобразованы в административно-территориальные районы, после чего Неболчи стали частью Любытинского района.
В соответствии с Областным законом от 11 ноября 2005 года № 559-ОЗ, Неболчи — административный центр Неболчского сельского поселения Любытинского муниципального района Новгородской области.

## Население
| 1939 |
| ---- |
| 1961 |

| 1959  | 1970  | 1979  | 1989  | 2002  | 2009  | 2010  |
| ----- | ----- | ----- | ----- | ----- | ----- | ----- |
| 3142  | ↘2783 | ↘2567 | ↘2393 | ↘2249 | ↘2078 | ↘2030 |
| 2012  | 2013  | 2014  | 2015  | 2016  | 2017  | 2018  |
| ↘2011 | ↘1993 | ↗2056 | ↘2034 | ↘2021 | ↘2011 | ↘2008 |
| 2019  | 2020  | 2021  |       |       |       |       |
| ↘1962 | ↘1942 | ↘1792 |       |       |       |       |

## Экономика
В посёлке работает горно-обогатительный комбинат бельгийской компании Sibelco (введён в эксплуатацию в апреле 2011 года), осуществляется добыча и обогащение кварцевого песка.
Развита лесная и деревообрабатывающая промышленность. Действуют лесхоз, Дрегельский леспромхоз (создан в 1931 году), ООО "Новгородский филиал «Содружество» (лесозаготовка и переработка древесины), ООО «Терминал» (лесозаготовка — пиловочник, балансы, c участием в собственности финской компании Stora Enso), АО «Неболчи» (лесозаготовка).

## Транспорт
Железнодорожная станция Октябрьской железной дороги на линиях:
- Санкт-Петербург — Кириши — Неболчи — Теребутинец — Хвойная — Кабожа — Пестово — Сонково — Москва (Савёловкий ход), (введена в эксплуатацию в 1919 году),
- Окуловка — Неболчи, (сооружена при обороне Ленинграда в 1942 году для перевозки огнеупорной глины).
- Автодороги на Бокситогорск, на Будогощь и на Любытино.
- Автобусное сообщение:
  - Неболчи — Великий Новгород (через Любытино и Окуловку).
  - Бокситогорск — Неболчи — Боровичи (через Любытино) (отменён).
  - Дрегли — Неболчи — Любытино (через Дедлово, Заречье, Ваган, Табачное Замостье, Печно, Хирово, Высочку, Березняк, Ключенку, Николаевку).

## Социальная сфера и образование
- Неболчский Городской Дом Культуры открыл свои двери 7 ноября 1959 года. В данное время в НГДК проводится множество мероприятий.
- В посёлке действуют средняя общеобразовательная школа, дом-интернат для престарелых и инвалидов.
- Неболчская библиотека, построенная в 1938 году.

## Достопримечательности
- В Неболчах находится православный храм Новомучеников и Исповедников Русской церкви[27].
- В окрестностях посёлка находится Рёконьская пустынь — недействующий в настоящее время монастырь. Основан в XVII веке[28].
- Памятник Ленину[7].